# Stelis perpusilliflora
Stelis perpusilliflora är en orkidéart som beskrevs av Célestin Alfred Cogniaux. Stelis perpusilliflora ingår i släktet Stelis och familjen orkidéer. Inga underarter finns listade i Catalogue of Life.